# Chorwacja na Letnich Igrzyskach Olimpijskich 2016
Chorwację na Letnich Igrzyskach Olimpijskich 2016 reprezentowało 85 zawodników: 66 mężczyzn i dziewiętnaście kobiet. Był to siódmy start reprezentacji Chorwacji na letnich igrzyskach olimpijskich.

## Zdobyte medale
| Medal  | Zawodnik | Dyscyplina    | Konkurencja               | Rezultat                                                 | Data        |
| ------ | --- | ------------- | ------------------------- | -------------------------------------------------------- | ----------- |
| Złoto  | Josip Glasnović | Strzelectwo   | trap mężczyzn             |                                                          | 8 sierpnia  |
| Złoto  | Martin Sinković Valent Sinković | Wioślarstwo   | dwójka podwójna mężczyzn  | 6:50,28                                                  | 11 sierpnia |
| Złoto  | Sandra Perković | Lekkoatletyka | rzut dyskiem kobiet       | 69,21 m                                                  | 16 sierpnia |
| Złoto  | Šime Fantela Igor Marenic | Żeglarstwo    | klasa 470 mężczyźni       | 43 pkt                                                   | 18 sierpnia |
| Złoto  | Sara Kolak | Lekkoatletyka | rzut oszczepem kobiet     | 66,18 m                                                  | 18 sierpnia |
| Srebro | Damir Martin | Wioślarstwo   | jedynka mężczyzn          | 6:41,34                                                  | 13 sierpnia |
| Srebro | Tonči Stipanović | Żeglarstwo    | klasa Laser               | 75 pkt                                                   | 16 sierpnia |
| Srebro | Josip Pavić Damir Burić Antonio Petković Luka Lončar Maro Joković Luka Bukić Marko Macan Andro Bušlje Sandro Sukno Ivan Krapić Anđelo Šetka Xavier García Marko Bijač | Piłka wodna   | turniej mężczyzn          | W finale ulegli reprezentantom Serbii 7-11.              | 20 sierpnia |
| Brąz   | Filip Hrgović | Boks          | waga superciężka mężczyzn | W półfinale uległ reprezentantowi Francji Tony Yoka 1:2. | 19 sierpnia |
| Brąz   | Blanka Vlašić | Lekkoatletyka | skok wzwyż kobiet         | 1,97 m                                                   | 20 sierpnia |

## Skład kadry

### Boks
| Zawodnik      | Konkurencja | 1/16             | 1/8              | Ćwierćfinał      | Półfinał         | Finał            | Finał   | Źródło |
| Zawodnik      | Konkurencja | Przeciwnik Wynik | Przeciwnik Wynik | Przeciwnik Wynik | Przeciwnik Wynik | Przeciwnik Wynik | Miejsce | Źródło |
| ------------- | ----------- | ---------------- | ---------------- | ---------------- | ---------------- | ---------------- | ------- | ------ |
| Hrvoje Sep    | 81 kg       | Salah W 2-1      | Borges P 0-3     | NQ               | NQ               | NQ               | 9.      | [ 1 ]  |
| Filip Hrgović | +91 kg      | BYE              | Demirezen W 3-0  | Pero W TKO       | Yoka P 1-2       | NQ               | brąz    | [ 2 ]  |

### Gimnastyka
Mężczyźni
| Zawodnik  | Konkurencja                 | Kwalifikacje | Kwalifikacje | Finał | Finał   | Źródło |
| Zawodnik  | Konkurencja                 | Wynik        | Miejsce      | Wynik | Miejsce | Źródło |
| --------- | --------------------------- | ------------ | ------------ | ----- | ------- | ------ |
| Filip Ude | ćwiczenia na koniu z łękami | 14,333       | 30.          | NQ    | NQ      | [ 3 ]  |

Kobiety
| Zawodniczka | Konkurencja     | Kwalifikacje | Kwalifikacje | Finał | Finał   | Źródło |
| Zawodniczka | Konkurencja     | Wynik        | Miejsce      | Wynik | Miejsce | Źródło |
| ----------- | --------------- | ------------ | ------------ | ----- | ------- | ------ |
| Ana Đerek   | ćwiczenia wolne | 13,200       | 52.          | NQ    | NQ      | [ 4 ]  |
| Ana Đerek   | równoważnia     | 11,433       | 77.          | NQ    | NQ      | [ 4 ]  |

### Judo
Kobiety
| Zawodniczka   | Konkurencja | 1/16                | 1/8                 | Ćwierćfinał         | Półfinał            | Repasaże            | Finał / 3.miejsce   | Finał / 3.miejsce | Źródła |
| Zawodniczka   | Konkurencja | Przeciwniczka Wynik | Przeciwniczka Wynik | Przeciwniczka Wynik | Przeciwniczka Wynik | Przeciwniczka Wynik | Przeciwniczka Wynik | Pozycja           | Źródła |
| ------------- | ----------- | ------------------- | ------------------- | ------------------- | ------------------- | ------------------- | ------------------- | ----------------- | ------ |
| Barbara Matić | 70 kg       | Pérez P 000-011     | NQ                  | NQ                  | NQ                  | NQ                  | NQ                  | 17.               | [ 5 ]  |

### Kolarstwo

#### Kolarstwo szosowe
| Zawodnik          | Konkurencja                    | Czas    | Pozycja | Źródło |
| ----------------- | ------------------------------ | ------- | ------- | ------ |
| Kristijan Đurasek | wyścig ze startu wspólnego (m) | 6:13:36 | 18.     | [ 6 ]  |
| Matija Kvasina    | wyścig ze startu wspólnego (m) | DNF     | DNF     | [ 6 ]  |

### Koszykówka
Turniej mężczyzn
- Reprezentacja mężczyzn

| - Luka Babić - Filip Krušlin - Rok Stipčević - Krunoslav Simon - Mario Hezonja - Dario Šarić |  | - Roko Ukić - Darko Planinić - Miro Bilan - Željko Šakić - Marko Arapović - Bojan Bogdanović |

| Drużyna   | Konkurencja | Faza grupowa     | Faza grupowa     | Faza grupowa     | Faza grupowa     | Faza grupowa     | Faza grupowa | Ćwierćfinały     | Półfinały        | Finał            | Pozycja | Źródło |
| Drużyna   | Konkurencja | Przeciwnik Wynik | Przeciwnik Wynik | Przeciwnik Wynik | Przeciwnik Wynik | Przeciwnik Wynik | Pozycja      | Przeciwnik Wynik | Przeciwnik Wynik | Przeciwnik Wynik | Pozycja | Źródło |
| --------- | ----------- | ---------------- | ---------------- | ---------------- | ---------------- | ---------------- | ------------ | ---------------- | ---------------- | ---------------- | ------- | ------ |
| Chorwacja | mężczyźni   | Hiszpania 72-70  | Argentyna 82-90  | Brazylia 80-76   | Nigeria 76-90    | Litwa 90-81      | 1.           | Serbia 83-86     | NQ               | NQ               | 5.      | [ 7 ]  |

### Lekkoatletyka
Mężczyźni
Konkurencje techniczne
| Zawodnik         | Konkurencja    | Kwalifikacje | Kwalifikacje | Finał | Finał   | Źródło       |
| Zawodnik         | Konkurencja    | Wynik        | Miejsce      | Wynik | Miejsce | Źródło       |
| ---------------- | -------------- | ------------ | ------------ | ----- | ------- | ------------ |
| Ivan Horvat      | skok o tyczce  | 5,30         | 27.          | NQ    | NQ      | [ 8 ]        |
| Stipe Žunić      | pchnięcie kulą | 20,52        | 8.           | 20,04 | 11.     | [ 9 ] [ 10 ] |
| Filip Mihaljević | pchnięcie kulą | 19,69        | 21.          | NQ    | NQ      | [ 9 ] [ 10 ] |

Kobiety
Konkurencje biegowe
| Zawodnik         | Konkurencja        | Eliminacje | Eliminacje | Półfinał | Półfinał | Finał   | Finał   | Źródło               |
| Zawodnik         | Konkurencja        | Wynik      | Miejsce    | Wynik    | Miejsce  | Wynik   | Miejsce | Źródło               |
| ---------------- | ------------------ | ---------- | ---------- | -------- | -------- | ------- | ------- | -------------------- |
| Andrea Ivančević | 100 m przez płotki | 12,90      | 17.        | 12,93    | 13.      | NQ      | NQ      | [ 11 ] [ 12 ] [ 13 ] |
| Matea Matošević  | maraton            | N/A        | N/A        | N/A      | N/A      | 2:50:00 | 104.    | [ 14 ]               |
| Marija Vrajić    | maraton            | N/A        | N/A        | N/A      | N/A      | 2:59:24 | 119.    | [ 14 ]               |

Konkurencje techniczne
| Zawodniczka     | Konkurencja    | Kwalifikacje | Kwalifikacje | Finał | Finał   | Źródło        |
| Zawodniczka     | Konkurencja    | Wynik        | Miejsce      | Wynik | Miejsce | Źródło        |
| --------------- | -------------- | ------------ | ------------ | ----- | ------- | ------------- |
| Blanka Vlašić   | skok wzwyż     | 1,94         | 1.           | 1,97  | brąz    | [ 15 ] [ 16 ] |
| Ana Šimić       | skok wzwyż     | 1,89         | 22.          | NQ    | NQ      | [ 15 ] [ 16 ] |
| Sandra Perković | rzut dyskiem   | 64,81        | 3.           | 69,21 | złoto   | [ 17 ] [ 18 ] |
| Sara Kolak      | rzut oszczepem | 64,30        | 3.           | 66,18 | złoto   | [ 19 ] [ 20 ] |

### Piłka ręczna
Turniej mężczyzn
- Reprezentacja mężczyzn

| - Ilija Brozović - Luka Cindrić - Ivan Čupić - Domagoj Duvnjak - Jakov Gojun - Zlatko Horvat - Igor Karačić - Marko Kopljar |  | - Krešimir Kozina - Marko Mamić - Ivan Pešić - Ivan Slišković - Luka Stepančić - Ivan Stevanović - Manuel Štrlek |

| Drużyna   | Konkurencja      | Faza grupowa     | Faza grupowa     | Faza grupowa     | Faza grupowa     | Faza grupowa     | Faza grupowa | Ćwierćfinały     | Półfinały        | Finał mecz o 3. miejsce | Pozycja | Źródło        |
| Drużyna   | Konkurencja      | Przeciwnik Wynik | Przeciwnik Wynik | Przeciwnik Wynik | Przeciwnik Wynik | Przeciwnik Wynik | Pozycja      | Przeciwnik Wynik | Przeciwnik Wynik | Przeciwnik Wynik        | Pozycja | Źródło        |
| --------- | ---------------- | ---------------- | ---------------- | ---------------- | ---------------- | ---------------- | ------------ | ---------------- | ---------------- | ----------------------- | ------- | ------------- |
| Chorwacja | turniej mężczyzn | Katar 23:30      | Argentyna 27:26  | Dania 27:24      | Francja 29:28    | Tunezja 41:26    | 1.           | Polska 27:30     | NQ               | NQ                      | 5.      | [ 21 ] [ 22 ] |

### Piłka wodna
Turniej mężczyzn
- Reprezentacja mężczyzn

| - Josip Pavić - Damir Burić - Antonio Petković - Luka Lončar - Maro Joković - Luka Bukić - Marko Macan |  | - Andro Bušlje - Sandro Sukno - Ivan Krapić - Anđelo Šetka - Xavier García - Marko Bijač |

| Drużyna   | Konkurencja      | Faza grupowa          | Faza grupowa     | Faza grupowa     | Faza grupowa     | Faza grupowa     | Faza grupowa | Ćwierćfinały     | Półfinały        | Finał mecz o 3. miejsce | Pozycja | Źródło |
| Drużyna   | Konkurencja      | Przeciwnik Wynik      | Przeciwnik Wynik | Przeciwnik Wynik | Przeciwnik Wynik | Przeciwnik Wynik | Pozycja      | Przeciwnik Wynik | Przeciwnik Wynik | Przeciwnik Wynik        | Pozycja | Źródło |
| --------- | ---------------- | --------------------- | ---------------- | ---------------- | ---------------- | ---------------- | ------------ | ---------------- | ---------------- | ----------------------- | ------- | ------ |
| Chorwacja | turniej mężczyzn | Stany Zjednoczone 7:5 | Czarnogóra 8:7   | Hiszpania 4:9    | Włochy 10:7      | Francja 8:9      | 2.           | Brazylia 10:5    | Czarnogóra 12:8  | Serbia 7:11             | srebro  | [ 23 ] |

### Pływanie
| Zawodnik        | Konkurencja            | Eliminacje | Eliminacje | Półfinał | Półfinał | Finał | Finał   | Źródło |
| Zawodnik        | Konkurencja            | Czas       | Miejsce    | Czas     | Miejsce  | Czas  | Miejsce | Źródło |
| --------------- | ---------------------- | ---------- | ---------- | -------- | -------- | ----- | ------- | ------ |
| Mario Todorović | 50 m dowolnym mężczyzn | 22,65      | 40.        | NQ       | NQ       | NQ    | NQ      | [ 24 ] |
| Matea Samardžić | 100 m grzbietowym      | 1:00,46    | 13.        | 1:00,60  | 13.      | NQ    | NQ      | [ 25 ] |
| Matea Samardžić | 200 m grzbietowym      | 2:10,51    | 15.        | 2:09,83  | 15.      | NQ    | NQ      | [ 26 ] |
| Matea Samardžić | 400 m zmiennym kobiet  | 4:39,41    | 17.        | N/A      | N/A      | NQ    | NQ      | [ 27 ] |

### Podnoszenie ciężarów
| Zawodnik   | Konkurencja     | Rwanie | Rwanie  | Podrzut | Podrzut | Razem  | Pozycja | Źródło |
| Zawodnik   | Konkurencja     | Wynik  | Pozycja | Wynik   | Pozycja | Razem  | Pozycja | Źródło |
| ---------- | --------------- | ------ | ------- | ------- | ------- | ------ | ------- | ------ |
| Amar Musić | -85 kg mężczyzn | 150 kg | 15.     | 186 kg  | 14.     | 336 kg | 14.     | [ 28 ] |

### Skoki do wody
| Zawodnik      | Konkurencja                          | Preeliminacje | Preeliminacje | Półfinał | Półfinał | Finał  | Finał   | Źródło |
| Zawodnik      | Konkurencja                          | Punkty        | Miejsce       | Punkty   | Miejsce  | Punkty | Miejsce | Źródło |
| ------------- | ------------------------------------ | ------------- | ------------- | -------- | -------- | ------ | ------- | ------ |
| Marcela Marić | trampolina 3 m indywidualnie kobiety | 271,40        | 25.           | NQ       | NQ       | NQ     | NQ      | [ 29 ] |

### Strzelectwo
| Zawodnik            | Konkurencja                            | Kwalifikacje | Kwalifikacje | Półfinał | Półfinał | Finał | Finał   | Źródło |
| Zawodnik            | Konkurencja                            | Wynik        | Pozycja      | Wynik    | Pozycja  | Wynik | Pozycja | Źródło |
| ------------------- | -------------------------------------- | ------------ | ------------ | -------- | -------- | ----- | ------- | ------ |
| Petar Gorša         | karabin pneumatyczny 10 m (m)          | 628,0        | 3.           | N\A      | N\A      | 101,0 | 7.      | [ 30 ] |
| Petar Gorša         | karabin małokalibrowy leżąc (m)        | 621,9        | 20.          | N/A      | N/A      | NQ    | NQ      | [ 30 ] |
| Petar Gorša         | karabin małokalibrowy trzy postawy (m) | 1174         | 9.           | N/A      | N/A      | NQ    | NQ      | [ 30 ] |
| Josip Glasnović     | trap (m)                               | 120          | 3.           | 15       | 1.       | 13+4  | złoto   | [ 30 ] |
| Giovanni Cernogoraz | trap (m)                               | 116          | 9.           | NQ       | NQ       | NQ    | NQ      | [ 30 ] |
| Marija Marović      | Pistolet pneumatyczny 10 m (k)         | 377          | 33.          | N/A      | N/A      | NQ    | NQ      | [ 31 ] |
| Valentina Gustin    | karabin pneumatyczny (k)               | 413,9        | 23.          | N/A      | N/A      | NQ    | NQ      | [ 31 ] |
| Snježana Pejčić     | karabin pneumatyczny (k)               | 416,0        | 7.           | N/A      | N/A      | 102,0 | 7.      | [ 31 ] |
| Snježana Pejčić     | karabin małokalibrowy trzy pozycje (k) | 580          | 12.          | N/A      | N/A      | NQ    | NQ      | [ 31 ] |
| Tanja Perec         | karabin małokalibrowy trzy pozycje (k) | 572          | 29.          | N/A      | N/A      | NQ    | NQ      | [ 31 ] |

### Taekwondo
| Zawodnik         | Konkurencja     | 1/8                   | Ćwierćfinał      | Półfinał         | Repesaż          | Finał/3.miejsce  | Finał/3.miejsce | Źródło |
| Zawodnik         | Konkurencja     | Przeciwnik Wynik      | Przeciwnik Wynik | Przeciwnik Wynik | Przeciwnik Wynik | Przeciwnik Wynik | Pozycja         | Źródło |
| ---------------- | --------------- | --------------------- | ---------------- | ---------------- | ---------------- | ---------------- | --------------- | ------ |
| Filip Grgić      | -68 kg mężczyzn | González P 3-4        | NQ               | NQ               | NQ               | NQ               | 11.             | [ 32 ] |
| Lucija Zaninović | -49 kg kobiet   | Jesbiergienowa W 18-7 | Aziez P 3-4      | NQ               | NQ               | NQ               | 9.              | [ 33 ] |
| Ana Zaninović    | -57 kg          | Alizadeh P 6-7        | NQ               | NQ               | NQ               | NQ               | 11.             | [ 34 ] |

### Tenis stołowy
| Zawodnik      | Konkurencja        | Eliminacje       | Runda 1          | Runda 2          | Runda 3          | 1/8 finału       | Ćwierćfinały     | Półfinały        | Finał            | Finał   | Źródło |
| Zawodnik      | Konkurencja        | Przeciwnik Wynik | Przeciwnik Wynik | Przeciwnik Wynik | Przeciwnik Wynik | Przeciwnik Wynik | Przeciwnik Wynik | Przeciwnik Wynik | Przeciwnik Wynik | Pozycja | Źródło |
| ------------- | ------------------ | ---------------- | ---------------- | ---------------- | ---------------- | ---------------- | ---------------- | ---------------- | ---------------- | ------- | ------ |
| Andrej Gaćina | gra pojedyncza (m) | BYE              | BYE              | BYE              | Drinkhall P 3-4  | NQ               | NQ               | NQ               | NQ               | 17.     | [ 35 ] |

### Tenis ziemny
| Zawodnik                   | Konkurencja | 1/32                      | 1/16                              | 1/8                           | Ćwierćfinały     | Półfinały        | Finał            | Finał   | Źródło |
| Zawodnik                   | Konkurencja | Przeciwnik Wynik          | Przeciwnik Wynik                  | Przeciwnik Wynik              | Przeciwnik Wynik | Przeciwnik Wynik | Przeciwnik Wynik | Pozycja | Źródło |
| -------------------------- | ----------- | ------------------------- | --------------------------------- | ----------------------------- | ---------------- | ---------------- | ---------------- | ------- | ------ |
| Marin Čilić                | singel (m)  | Dimitrow W 2:0 (6:1, 6:4) | Albot W 2:0 (6:3, 6:4)            | Monfils P 1:2 (7:6, 3:6, 4:6) | NQ               | NQ               | NQ               | 9.      | [ 36 ] |
| Borna Ćorić                | singel (m)  | Simon P 0:2 (4:6, 6:7)    | NQ                                | NQ                            | NQ               | NQ               | NQ               | 33.     | [ 36 ] |
| Marin Čilić Marin Draganja | debel (m)   | N/A                       | Đoković Zimonjić P 0-2 (2:6, 2:6) | NQ                            | NQ               | NQ               | NQ               | 17.     | [ 37 ] |
| Ana Konjuh                 | singel (k)  | Beck W 2:0 (7:6, 6:1)     | Suárez Navarro P 0:2 (6:7, 3:6)   | NQ                            | NQ               | NQ               | NQ               | 17.     | [ 38 ] |

### Wioślarstwo
| Zawodnik                        | Konkurencja | Eliminacje | Eliminacje | Repesaż | Repesaż | Ćwierćfinały | Ćwierćfinały | Półfinały            | Półfinały | Finał   | Finał      | Miejsce | Źródło                      |
| Zawodnik                        | Konkurencja | Czas       | M.         | Czas    | M.      | Czas         | M.           | Czas                 | M.        | Czas    | M.         | Miejsce | Źródło                      |
| ------------------------------- | ----------- | ---------- | ---------- | ------- | ------- | ------------ | ------------ | -------------------- | --------- | ------- | ---------- | ------- | --------------------------- |
| Damir Martin                    | M1x         | 7:23,08    | 2.         | N/A     | N/A     | 6:44,44      | 1.           | 6:59,43 Półfinał A/B | 2.        | 6:41,34 | 2. Finał A | srebro  | [ 39 ] [ 40 ] [ 41 ] [ 42 ] |
| Martin Sinković Valent Sinković | M2x         | 6:30,09    | 1.         | BYE     | BYE     | N/A          | N/A          | 6:12,27              | 1.        | 6:50,28 | 1. Finał A | złoto   | [ 43 ] [ 44 ] [ 45 ]        |

### Zapasy
Mężczyźni - styl klasyczny
| Zawodnik       | Konkurencja | Kwalifikacje     | 1/8              | Ćwierćfinał      | Półfinał         | Repesaż 1        | Finał/ 3.miejsce | Finał/ 3.miejsce | Źródło |
| Zawodnik       | Konkurencja | Przeciwnik Wynik | Przeciwnik Wynik | Przeciwnik Wynik | Przeciwnik Wynik | Przeciwnik Wynik | Przeciwnik Wynik | Pozycja          | Źródło |
| -------------- | ----------- | ---------------- | ---------------- | ---------------- | ---------------- | ---------------- | ---------------- | ---------------- | ------ |
| Božo Starčević | -75 kg      | BYE              | Çebi W2-1        | Bisek W2-0       | Własow P3-6      | BYE              | Kim P 4-6        | 5.               | [ 46 ] |

### Żeglarstwo
Mężczyźni
| Zawodnik                  | Konkurencja | Wyścig | Wyścig | Wyścig | Wyścig | Wyścig | Wyścig | Wyścig | Wyścig | Wyścig | Wyścig | Wyścig | Wyścig | Wyścig | Punkty | Finałowa pozycja | Źródło |
| Zawodnik                  | Konkurencja | 1      | 2      | 3      | 4      | 5      | 6      | 7      | 8      | 9      | 10     | 11     | 12     | M*     | Punkty | Finałowa pozycja | Źródło |
| ------------------------- | ----------- | ------ | ------ | ------ | ------ | ------ | ------ | ------ | ------ | ------ | ------ | ------ | ------ | ------ | ------ | ---------------- | ------ |
| Luka Mratovic             | RS:X        | 13     | 11     | 15     | 21     | 27     | 19     | 27     | 18     | 34     | 26     | 31     | 30     | NQ     | 245    | 24.              | [ 47 ] |
| Tonči Stipanović          | Laser       | 1      | 5      | 7      | 12     | 6      | 7      | 28     | 9      | 7      | 3      | N/A    | N/A    | 18     | 75     | srebro           | [ 48 ] |
| Ivan Kljakovic Gaspic     | Finn        | 6      | 8      | 10     | 15     | 8      | 8      | 4      | 10     | 2      | 113    | N/A    | N/A    | 20     | 89     | 5.               | [ 49 ] |
| Šime Fantela Igor Marenic | 470         | 1      | 2      | 4      | 1      | 3      | 3      | 4      | 8      | 6      | 3      | N/A    | N/A    | 16     | 43     | złoto            | [ 50 ] |
| Pavle Kostov Petar Cupać  | 49er        | 9      | 17     | 11     | 10     | 11     | 1      | 17     | 18     | 15     | 13     | 8      | 8      | NQ     | 122    | 15.              | [ 51 ] |

Kobiety
| Zawodnik     | Konkurencja  | Wyścig | Wyścig | Wyścig | Wyścig | Wyścig | Wyścig | Wyścig | Wyścig | Wyścig | Wyścig | Wyścig | Wyścig | Wyścig | Punkty | Finałowa pozycja | Źródło |
| Zawodnik     | Konkurencja  | 1      | 2      | 3      | 4      | 5      | 6      | 7      | 8      | 9      | 10     | 11     | 12     | M*     | Punkty | Finałowa pozycja | Źródło |
| ------------ | ------------ | ------ | ------ | ------ | ------ | ------ | ------ | ------ | ------ | ------ | ------ | ------ | ------ | ------ | ------ | ---------------- | ------ |
| Tina Mihelić | Laser Radial | 38     | 3      | 11     | 10     | 4      | 14     | 38     | 5      | 23     | 16     | N/A    | N/A    | NQ     | 124    | 13.              | [ 52 ] |